# Hillel (fils de Gamliel III)
Pour les articles homonymes, voir Hillel (homonymie).
Hillel, fils de Gamliel III, est un érudit juif du IIIe siècle, arrière-petit-fils de Juda Hanassi.

## Biographie
Il est le fils de Gamaliel III et le frère du patriarche Judah II (en). Comme témoignage de sa modestie, le Talmud  rapporte que, lors d'une visite avec son frère en Galilée à Kabul et Biri, il se conforma aux coutumes locales, même s'il n'y était pas tenu du point de vue de la loi juive (Pessahim 51a).